# Мариинская больница
Мари́инская больни́ца (с 1935 до 1992 года — Городская больница № 16 имени В. В. Куйбышева) — одна из старейших больниц Санкт-Петербурга, представляющая собой многопрофильный стационар с количеством мест для больных около тысячи.
Центральное здание располагается по адресу: Санкт-Петербург, Литейный проспект, 56, а корпуса больницы занимают часть квартала, ограниченного Литейным проспектом, Невским проспектом, улицей Жуковского и улицей Маяковского.

## История

### XIX век
- 28 мая 1803 года — основание больницы ознаменовано закладкой камня в основании Церкви Святого апостола Павла с надписью: «Положен сей камень во основании св. храма во Имя Первоверховного Апостола Павла при устрояемой от Воспитательного дома больницы для бедных, содержимых и лечимых безденежно…». Решение об основании больницы было принято императрицей Марией Фёдоровной в качестве подарка к 100-летию города[1].
- 2 июля 1805 года — освящение церкви и открытие больницы.

- 1803—1828 годы — больница находится под руководством императрицы Марии Фёдоровны
- 1828 год — после смерти императрицы больница получает название «Мариинская».
- 1831—1864 годы — «первым консультантом» больницы является И. В. Буяльский[2].
- 1831—1832 и 1871—1873 годы — эпидемии тифа, 1846 год — эпидемия чумы. Сотрудники Мариинской больницы активно борются с инфекциями.
- 1845—1848 годы — по проекту А. П. Брюллова на территории Мариинской больницы построена Александровская женская больница[3].
- 1889 год — в память о попечительской деятельности принца П. Г. Ольденбургского перед оградой больницы установлен памятник ему по проекту скульптора И. Н. Шрёдера. В советское время на месте памятника установили традиционную в медицинской символике чашу, обвитую змеёй Асклепия, а скульптурное изображение принца Ольденбургского было утрачено.
- 1895 год — главным врачом становится профессор Е. В. Павлов.

### XX век
- 1905 год — опубликован отдельным изданием очерк истории больницы за первые сто лет её существования, написанный Г. И. Поповым.
- 1914—1917 годы — во время Первой мировой войны в больницу направлялись раненые. В 1917—1918 годах многие выздоравливающие раненые, в связи с революционными событиями и зачастую невозможностью выезда, продолжали находиться в больнице. В палатах были как сочувствующие революции, так и явные её противники. По воспоминаниям современников, велись жаркие дискуссии о будущем России, и часто утром в палатах недосчитывались людей — окружающие предпочитали молчать, зная, что ночью некоторые уходили «на Дон».
- 1917 год — в дни революций в больницу направлялись пострадавшие в уличных боях.
- 1918 год — Мариинская больница стала «Больницей в память жертв революции», в этом же году была закрыта церковь при больнице[4].
- 1930 год — на территории организована служба переливания крови.
- 1935 год — больнице присвоено имя В. В. Куйбышева.
- 1937 год — создано травматологическое отделение, ставшее первым в городе.
- 1941—1945 годы — в годы Великой Отечественной войны и блокады в больнице получали медицинскую помощь жители города и военнослужащие. Были созданы самостоятельные специализированные госпитали и отделения на базе 785 «оперативных коек». От бомбёжек пострадали операционная пристройка с Нейрохирургическим институтом, некоторые отделения, прачечная, кухня и другие помещения. Во время блокады некоторые сотрудники погибли от истощения и обстрелов, но больница работала безостановочно.
- 1955 год — открытие на территории больницы Медицинского училища № 6.
- 1992 год — возвращение исторического названия
- 1999 год — в медучилище № 6 открыто отделение подготовки православных сестёр милосердия.

### XXI век
- 2004—2008 годы — главное здание на реконструкции[5].

## Отделения
- Отделение скорой медицинской помощи
- Хирургия
- ОРИТ
- Урологическое отделение
- Отделение сосудистой хирургии
- Гинекологическое отделение
- Отоларингологическое отделение
- Отделение травматологии и ортопедии
- Отделение клинической эндоскопии
- Центр роботической хирургии
- 1 неврологическое отделение
- 2 неврологическое отделение
- Отделение неотложной кардиологии
- Кардиохирургия
- Нейрохирургическое отделение
- Рентгенохирургические методы диагностики и лечения
- ОРИТ-1
- ОРИТ-2
- Отделение медицинской реабилитации
- Отделение физических методов лечения
- Терапевтическое отделение
- Кардиологическое отделение
- Отделение функциональной диагностики
- Клинико-диагностическое отделение (коммерческое)
- Амбулаторное офтальмологическое отделение
- Отделение офтальмологии
- Рентгеновское отделение
- Отделение рентгеновской компьютерной томографии
- Отделение магнитно-резонансной томографии
- Отделение ультразвуковой диагностики
- Отделение радионуклидной диагностики
- Кабинет денситометрии
- Клинико-диагностическая лаборатория
- Бактериологическая лаборатория
- Вспомогательные репродуктивные

технологии
- Городской нефрологический центр
- Городской центр профпатологии
- Отделение переливания крови
- Патологоанатомическое отделение
- Отделение анестезиологии и реанимации[6]

## Архитектура
Главное здание больницы было спроектировано Дж. Кваренги. Им удачно применена коридорная планировка здания, а в полуподвальном этаже размещены вспомогательные службы: кухня, баня, кладовые; в бельэтаже — аптека и смотровые; на верхних этажах находятся палаты, конференц-зал и кладовые.
На территории больницы размещается 15 зданий, в которых находятся 18 клинических и 20 вспомогательных подразделений.
В послевоенные годы больница неоднократно ремонтировалась, а в начале 1960-х годов за главным зданием выстроили «спецкорпус» для лечения представителей партийной номенклатуры.

## Современность
На сегодняшний день в больнице работает более 1000 человек.
Мариинская больница — основа скорой медицинской помощи жителям центральной части Санкт-Петербурга (более 500 000 человек). Ежегодно в больнице проходят лечение более 60 000 пациентов, из которых около одной трети получают помощь амбулаторно. В хирургических отделениях (более 600 коек) ежегодно выполняется около 12 000 операций.